# Václav Horák
Václav Horák (né le 27 septembre 1912 en Tchécoslovaquie et mort le 15 novembre 2000) était un joueur et entraîneur de football tchécoslovaque.

## Biographie

### Joueur
Il joue durant toute sa carrière dans son club de toujours, le SK Slavia Prague.
Horák joue 11 matchs et inscrit 5 buts avec l'équipe de Tchécoslovaquie et participe à la coupe du monde 1938.

### Entraîneur
Seulement 4 années après sa retraite en 1938, il prend les rênes du club du Baník Ostrava, qu'il entraîne tout d'abord pendant une saison en 1942, puis en 1948.